# Betty Arlen
Pour les articles homonymes, voir Arlen.
Betty Arlen, née à Providence, dans l'état de Kentucky aux États-Unis, le 4 novembre 1909, et morte le 4 août 1966, est une actrice américaine du cinéma muet des années 1920. Elle est essentiellement connue pour avoir été une des WAMPAS Baby Stars de 1925.

## Biographie
Née dans le Kentucky, Betty Arlen s'établit à Hollywood en 1925 après avoir repérée par des dénicheurs de talent alors qu'elle était danseuse. Âgée seulement de 16 ans, elle fut cette même année l'une des 13 WAMPAS baby Stars, au même titre que les actrices June Marlowe et Violet La Plante (sœur de Laura La Plante), ce qui se révéla par la suite constituer le sommet de sa brève carrière d'actrice.

En 1926, elle obtint un rôle secondaire dans A Punch in the Nose, sa seule participation créditée. Elle eut ensuite deux rôles non crédités en 1928, puis des petits rôles.

Elle resta dans l'aire de Los Angeles où elle mourut à l'âge de 56 ans.

## Filmographie
- 1926 : A Punch in the Nose
- 1928 : Love at First Flight
- 1928 : The Chicken
- 1951 : La Femme de mes rêves (I'll See You in My Dreams), de Michael Curtiz
- 1955 : Beau fixe sur New York (It's Always Fair Weather), de Stanley Donen et Gene Kelly